# René Brô
René Brô, född den 21 november 1930 i Charenton-Saint-Maurice  utanför Paris (med efternamnet Brault), död den 6 december 1986 i byn Courgeron, Le Pin-au-Haras, Normandie, var en fransk konstnär.

## Liv och verk
Efter avslutad skolgång 1944 började han vid fjorton års ålder studera konst vid olika konstskolor samtidigt som han försörjde sig som reklamtecknare. Under andra hälften av 1940-talet var han en flitig besökare på Musée de l'Homme och Louvren.  Han lockades i synnerhet av primitiv konst och av fornegyptisk. Hans arbeten från denna tid - keramik, teckningar och målningar – ligger nära Paul Klees verk eller det Jean Dubuffet betecknade som art brut . 
1949 ställde René Brô ut första gången, på en samlingsutställning i Paris. Därefter liftade och fotvandrade han tillsammans med sin blivande fru Micheline Breuil och deras vän Bernard Rousseau till Italien. I Florens lärde han känna den två år äldre österrikiske målaren Hundertwasser som också var på resande fot; denne följde sedan med Brô till Paris, och de skulle bli vänner för livet.  
Redan efter återkomsten till Frankrike 1950 prövade de på muralmåleri tillsammans på väggarna till det hotell där Hundertwasser bodde i Saint-Mandé utanför Paris. Många år senare, inför rivningen av detta hus 1964, räddades två av väggarna undan demoleringen. Den ena, La pêche miraculeuse (Det underbara fisket), återfinns nu på Kunsthaus Wien, Hundertwassers eget museum i Wien; den andra, Pays des arbres, des oiseaux et des poissons (Trädens, de fågelfrias och de pankas land), tillhör numera en synagoga på Long Island, New York . 
Dessa båda vänner gick skilda vägar, gifte sig, Brô fick barn och båda var upptagna av konstnärsprojekt var och en på sitt håll, men följdes ändå åt på resor genom åren, i Nordafrika, Mexiko, Indien, Nepal, Polynesien. 1957 inrättade de en gemensam ateljé på en gård i den gamla franska byn Courgeron i kommunen Le Pin-au-Haras i Normandie, en plats dit åtminstone Brô gärna återkom livet ut.
1954 hade René Brô sin första separatutställning i Paris. Tio år senare, 1964, inbjöds han att representera Frankrike vid Venedigbiennalen. 1968 inrättade han rentav en ateljé i Venedig där han sedan var verksam i ett decennium. 
Han hade många framgångsrika utställningar runt om i Europa och världen för övrigt under 1970- och 1980-talen. 1984 tillbringade han flera månader på Tahiti, där han hade en visning på Musée Gauguin. Dit återkom han också två år senare, innan han drog sig tillbaka till gården i Courgeron och dog ytterst oväntat redan vid 56 års ålder.
| ”                       | Mellan elden som glöder och den eld som brinner, har Yves Klein och René Brô resolut valt himmelens ljus framför apokalypsens aska. | „ |
| – Pierre Restany (1996) | |   |

### Allmänna källor
- Pierre Restany: Brô, Paysages et figures (1996), katalog till retrospektiv utställning på Abbaye aux Dames i Caen.
- Jack Flam: Primitivism and Twentieth-Century Art: A Documentary History (2003) ISBN 9780520215030

### Fotnoter
1. ↑  Nuvarande Saint-Maurice (Val-de-Marne) i Paris södra förorter.
2. 1 2  ”Arkiverade kopian”. Arkiverad från originalet den 26 november 2010. https://web.archive.org/web/20101126084426/http://guggenheim-venice.it/inglese/collections/artisti/biografia.php?id_art=27. Läst 16 november 2010.
3. ↑  http://bro.perso.libertysurf.fr/Sommaire.htm
4. ↑  ”Textes Critiques & temoignages” (på franska). Association des Amis de BRO. Arkiverad från originalet den 3 juni 2021. https://web.archive.org/web/20210603142157/http://www.renebro.com/ecrits.html. Läst 1 juni 2021.  ”Entre le feu qui brille et le feu qui brûle, Yves Klein et René Brô ont résolument opté pour la lumière du paradis contre la cendre de l'apocalypse”